# Шеллинг, Эрнест
Эрнест Генри Шеллинг (англ. Ernest Henry Schelling; 26 июля 1876, Белвидир, Нью-Джерси — 8 декабря 1939, Нью-Йорк) — американский пианист, композитор и дирижёр.
Учился музыке у своего отца, впервые выступил на сцене в четырёхлетнем возрасте в Филадельфии. В возрасте семи лет отправился продолжать образование в Европу — первоначально в Парижскую консерваторию в класс Жоржа Матиа, затем в Штутгарт, где его наставниками были Перси Гетшус и Дионис Прукнер, и в Берлин, где учился у Морица Мошковского. Начало гастрольной деятельности не помешало наиболее важному, завершающему периоду обучения Шеллинга: в 1898—1902 гг. он занимался под руководством Игнаца Падеревского.
Вплоть до Первой мировой войны Шеллинг в большей степени выступал в Европе и даже некоторое время был придворным пианистом в Мекленбург-Шверине, хотя концертировал и в США. В его репертуаре центральное место занимали сочинения Фридерика Шопена. Домом Шеллинга в это время была Швейцария, где он приобрёл небольшой дворец Гаранго в деревне Селиньи на берегу Женевского озера. В военный период он состоял при представительстве США в Берне и вышел в отставку после войны в чине майора.
Вернувшись в США в 1924 году, Шеллинг возглавил программу детских концертов Нью-Йоркского филармонического оркестра, продолжал концертировать как солист. В 1935—1937 гг. он возглавлял Балтиморский симфонический оркестр.
В августе 1939 года женился на Пегги Маршалл, племяннице Винсента Астора, которая была моложе мужа на 42 года. Через три месяца умер от эмболии сосудов головного мозга; его похороны, состоявшиеся в день запланированного концерта Шеллинга-дирижёра, собрали около тысячи человек, включая выдающихся музыкантов, от Иегуди Менухина до Джона Барбиролли.
Среди сочинений Шеллинга наибольшим прижизненным успехом пользовались Фантастическая сюита для фортепиано с оркестром Op.7 (1905) и симфоническая поэма «Бал Победы» (англ. A Victory Ball) по одноимённому стихотворению Альфреда Нойеса. Другие его произведения — «Впечатления из жизни артиста» (англ. Impressions from an Artist's Life) для фортепиано с оркестром (1915), концерт для скрипки с оркестром, посвящённый Фрицу Крейслеру и впервые исполненный им в 1916 г., симфоническая картина «Марокко» (1927) и др.